# Stàraia Izmàilovka
Stàraia Izmàilovka (en rus: Старая Измайловка) és un poble de l'óblast d'Uliànovsk, a Rússia, que el 2017 tenia 149 habitants. Pertany al districte de Barix.